# Friedrich Brügel
Johann Heinrich Daniel Friedrich Brügel (* 29. Oktober 1789 in Oberferrieden; † 1863 in Erlangen) war ein deutscher Politiker und von 1832 bis 1835 Bürgermeister von Regensburg, Stadtgerichtsrat in Würzburg, und Reg. Sekretär im Münchner Finanzministerium. Der 1832 von den Gemeindebevollmächtigten zum Bürgermeister gewählte Friedrich Brügel, der bei der Bevölkerung nur wenig geachtet war, wurde zwar Anfang 1836 vom Magistrat erneut zum Bürgermeister gewählt, wäre aber wegen einer kurz zuvor gegen ihn durchgeführten strafrechtlichen Untersuchung, der er nur knapp entkommen war, nicht vom König im Amt bestätigt worden. Im Oktober 1836 wurde Gottlieb von Thon-Dittmer von den Gemeindebevollmächtigten zu seinem Nachfolger gewählt. Brügel wurde vorzeitig wegen seines Lebenswandels pensioniert.
Friedrich Brügel hatte einen Sohn, seine Eltern waren Johann Kaspar Brügel und Caroline Friederice Ritter.